# Cyclarhis nigrirostris
Assobiador-de-bico-preto ou pitiguari-de-bico-preto (Cyclarhis nigrirostris) é uma espécie de ave da família Vireonidae.
Pode ser encontrada nos seguintes países: Colômbia e Equador.
Os seus habitats naturais são regiões subtropicais ou tropicais húmidas de alta altitude e florestas secundárias altamente degradadas.